# 梨木町 (盛岡市)
梨木町（なしのきちょう）は、岩手県盛岡市の地名。丁番は持たない単独町名である。住居表示実施済み区域。郵便番号は020-0064。

## 地理
岩手県盛岡市南西部に位置する。
域内は住宅地が多くを占めており、駅はないものの、町内を山田線が通過する。

## 歴史
盛岡砂子によれば、寛永城下図の当地は田地の間を通りが走り、人家もまばらで、梨の大樹が茂っていたことから、この周辺を梨子木といったという。
江戸時代には夕顔瀬橋御門警固の為に足軽屋敷町が形成された。元文城下図にも「ナシノキ丁同心丁」とあり、足軽組が置かれていることが確認できる。また、町の中程の西裏には大勝寺の隠居地があり、その西隣は「観音、ナシノキ」と記される。ここは疱瘡守護神で、疱瘡神の本地は正観音であったという。
1868年(明治元年)には陸中国岩手郡仁王村下台の一部となった。
1889年(明治22年)4月1日、市制施行により盛岡市が発足し、1964年(昭和39年)に、盛岡市下台、仁王上田甫、仁王田甫、上田、茅町の各一部から、梨木町が成立、現在に至る。

### 由来
かつて梨の大樹があり、この周辺を梨子木といったことから。

## 世帯数と人口
2023年（令和5年）2月28日現在の世帯数と人口は以下の通りである。
| 大字・丁目 | 世帯数  | 人口  |
| ---------- | ------- | ----- |
| 梨木町     | 370世帯 | 635人 |

## 交通

### 鉄道
域内に鉄道駅は存在しない。盛岡駅が最寄り駅となる。

### 道路
- 岩手県道・秋田県道1号盛岡横手線（中央通り）
- 都市計画道路梨木町上米内線

## 河川
- 北上川

## 施設
- 東北銀行夕顔瀬支店
- ダイソー盛岡梨木店

### 書籍
- 「角川日本地名大辞典」編纂委員会 編『角川日本地名大辞典 3 岩手県』角川書店、1985年。ISBN 4-04-001030-2。
- 平凡社『日本歴史地名大系 03 岩手県の地名』角川書店、1990年7月13日。ISBN 4-58-249003-4。